# Bataille de Mouscron
Batailles
La bataille de Mouscron, survenue le 28 et 29 avril 1794, marque un épisode crucial de la campagne de Flandre durant la guerre de la Première Coalition. L'armée républicaine française du Nord, sous la conduite de Jean-Charles Pichegru, entreprit une offensive vers le nord-est, visant à s'emparer de Menin. Elle se heurta alors aux forces coalisées, placées sous le commandement général du comte de Clerfayt. Dans un premier temps, les Français assiégèrent Menin et s'emparèrent de Courtrai. Fort de renforts autrichiens, Clerfayt lança une contre-attaque le 28 avril. Toutefois, Joseph Souham, à la tête de forces françaises supérieures, repoussa les troupes coalisées hors de la région. Ces combats, qui se déroulèrent à proximité de Mouscron, en Belgique, à quelques kilomètres au sud de Courtrai et à l'ouest de Menin, constituent une étape importante des guerres de la Révolution française.
La Coalition, principalement concentrée sur le siège de Landrecies, offrait une défense relativement faible. Les troupes françaises, profitant de cette faiblesse, repoussèrent aisément les avant-postes hanovriennes. Jean-Victor Marie Moreau, à la tête d'une division, investit Menin sur la rive nord de la Lys, tandis que Souham opérait sur la rive opposée. Clerfayt, de son côté, obtint un succès initial à Mouscron, mais Souham, par une initiative audacieuse, concentra des forces supérieures contre la Coalition. Isolé par la défaite de Clerfayt, le gouverneur hanovrien de Menin, Rudolf von Hammerstein, voyant sa situation désespérée, ordonna l'évacuation de la place forte. La garnison parvint à s'échapper le 30. La campagne se poursuivit avec la bataille de Courtrai, livrée le 10 mai.

## Contexte
Lors de la campagne de Flandre en 1794, les Français déployèrent une force impressionnante de cent soixante mille hommes dans l’armée du Nord et de 35 000 autres dans celle des Ardennes. Face à eux, la Coalition, constituée d’Autrichiens, de Néerlandais et de divers contingents mercenaires à la solde de la Grande-Bretagne, aligna environ 150 000 soldats. La stratégie de la Coalition visait à exercer une pression constante sur les frontières septentrionales et nord-orientales de la France afin d’ouvrir une voie directe vers la capitale. Le commandement des deux armées françaises était confié au général Jean-Charles Pichegru. Ses lignes s’étendaient sur une vaste étendue, depuis Dunkerque, baignée par les eaux de la Mer du Nord, jusqu’à Maubeuge, en passant par les villes de Lille, Douai et Cambrai. L’armée des Ardennes, déployée sur l’aile droite, était en grande partie constituée de recrues chargées de défendre les places fortes. Si les Français jouissaient d’une supériorité numérique, la Coalition disposait de troupes aguerries et mieux entraînées. Conformément au plan élaboré par le ministre de la Guerre, Lazare Carnot, les Français devaient tenter d’encercler les forces coalisées en les attaquant sur leurs flancs. Le commandement de l’armée coalisée était assuré par le prince Josias de Saxe-Cobourg-Saalfeld, secondé par le duc d’York et d’Albany. Les deux camps appliquèrent le système du cordon, une stratégie militaire consistant à maintenir une ligne de front continue afin de contrôler tout le territoire.
Fort d'une armée de 85 000 hommes, le prince de Cobourg entreprit, en cette année 1794, le siège de Landrecies afin d'ouvrir les hostilités. Le général Pichegru tenta par deux fois de secourir la place assiégée, mais ses efforts furent vains. Le 26 avril, l'une des colonnes françaises, commandée par le général Chapuis, fut anéantie à Beaumont-en-Cambrésis par le duc d'York. Dans cette déroute, les républicains perdirent non seulement 7 000 hommes, entre tués, blessés et disparus, mais aussi 40 pièces d'artillerie et 50 chariots de munitions. Fait plus grave encore, le général Chapuis, capturé par les ennemis, avait sur lui le plan de campagne conçu par Pichegru, lequel détaillait l'offensive imminente en Flandre. Ces revers successifs contraignirent la garnison de Landrecies à capituler le 30 avril. Au total, les Français subirent, outre les pertes infligées par l'ennemi, 2 000 décès dus aux maladies et 5 000 prisonniers.

## Offensive de Pichegru
Le 13 avril 1794, le général Pichegru se trouvait à Lille afin d'organiser son offensive. Ses troupes se composaient de quatre divisions : celle de Michaud, campée à Dunkerque, forte de 13 943 hommes ; celle de Moreau, basée à Cassel, comptant 15 968 soldats ; celle de Souham, considérablement renforcée, à Lille, avec 31 865 hommes ; et enfin celle d'Osten, à Pont-à-Marcq, dont la brigade, elle aussi surdimensionnée, atteignait 7 822 effectifs. Afin d'équilibrer les forces, Pichegru décida de renforcer la division de Souham en y adjoignant la brigade de Desenfans, initialement subordonnée à Moreau. En compensation, Moreau se vit attribuer une partie non négligeable de la division de Michaud, soit environ une brigade. Face à cette puissante armée républicaine, le général autrichien Clerfayt, à la tête de 28 000 hommes, avait pour mission de protéger le flanc droit de la coalition.
Le 23 avril, une troupe française, s'élançant de Cambrai, se dirigea vers Denain, mettant en péril les forces coalisées sous le commandement du général hessois Ludwig von Wurmb. En réaction à cette menace imminente, Clerfayt reçut l'ordre catégorique du chef d'état-major de Cobourg, le général Karl Mack, de rediriger ses troupes vers le sud, quittant sa base de Tournai pour converger sur Denain. Les forces de Clerfayt jouèrent un rôle crucial en empêchant la chute de Denain, préservant ainsi les communications entre les troupes de Cobourg à Landrecies et l'aile droite alliée à Tournai. Cependant, bien conscient du danger imminent qui pesait sur Menin, Clerfayt éprouva de l'irritation devant ces ordres émanant du chef d'état-major autrichien Karl Mack von Leiberich, qui le plaçaient à une distance trop importante pour pouvoir porter assistance rapidement à Menin en cas d'attaque.
Le 25 avril, Pichegru, à la tête de ses troupes, entama une progression en direction de Menin et de Courtrai. Michaud, quant à lui, dispersa ses forces entre Furnes et Roesbrugge, mais son rôle au sein de cette offensive demeura secondaire. Moreau, s'avançant le long de la rive nord de la Lys, ouvrit le feu de son artillerie sur Menin dès le 28. Souham, pour sa part, progressa sur la rive sud du fleuve. Afin de sécuriser son flanc droit, exposé aux Autrichiens stationnés à Tournai, Souham détacha Étienne Macdonald à la tête de quinze mille hommes, avec pour mission de s'emparer de Mouscron et d'en assurer la défense. Simultanément, il lança les brigades de Desenfans et de Daendels à l'assaut de Courtrai. Le 26 avril, après une escarmouche, la division de Souham s'empara sans difficulté de Courtrai. Les 1 500 soldats de la coalition, principalement des Hanovriens commandés par le général Bussche, furent contraints à l'abandon. Ces derniers, composés de deux escadrons de dragons légers, d'une compagnie d'infanterie légère, de deux cents fantassins et d'une demi-batterie d'artillerie, étaient secondés par des unités royalistes françaises. Les Hanovriens subirent des pertes s'élevant à 42 hommes et durent céder un canon. Les pertes subies par les républicains et les royalistes français demeurent, à ce jour, inconnues.

## Premières actions autour de Mouscron

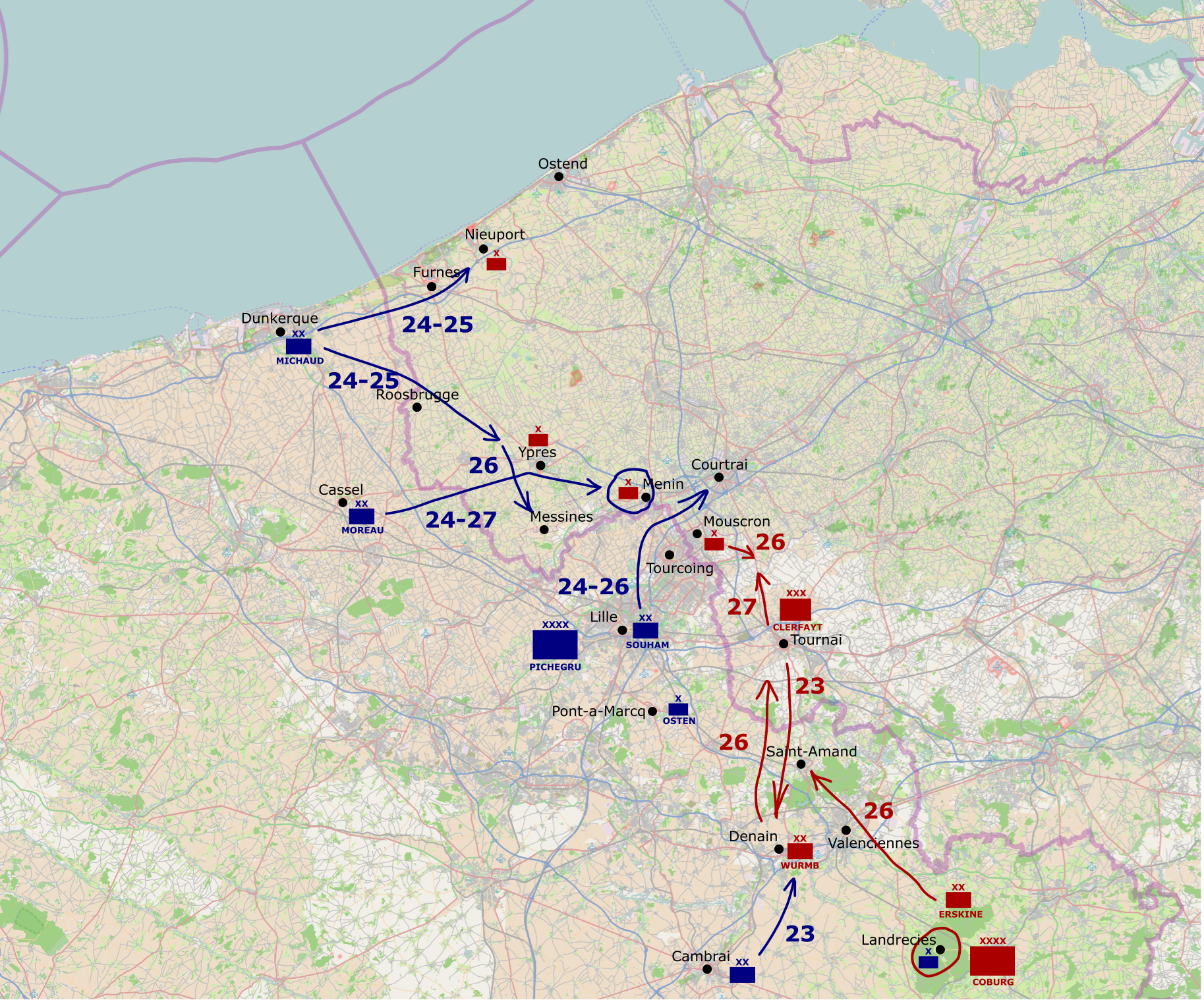
Les premiers mouvements de l'offensive de Pichegru sur le flanc droit allié. Concentrant ses divisions sur Ypres, Menin et Courtrai, la division Souham écarte une force de Hanovriens à Mouscron. Après avoir été distrait par les attaques de Denain, Clerfayt marche vers Mouscron avec ce qu'il a, pour reprendre la ville. Les numéros correspondent aux dates d'avril auxquelles les marches indiquées par des flèches ont été entreprises.

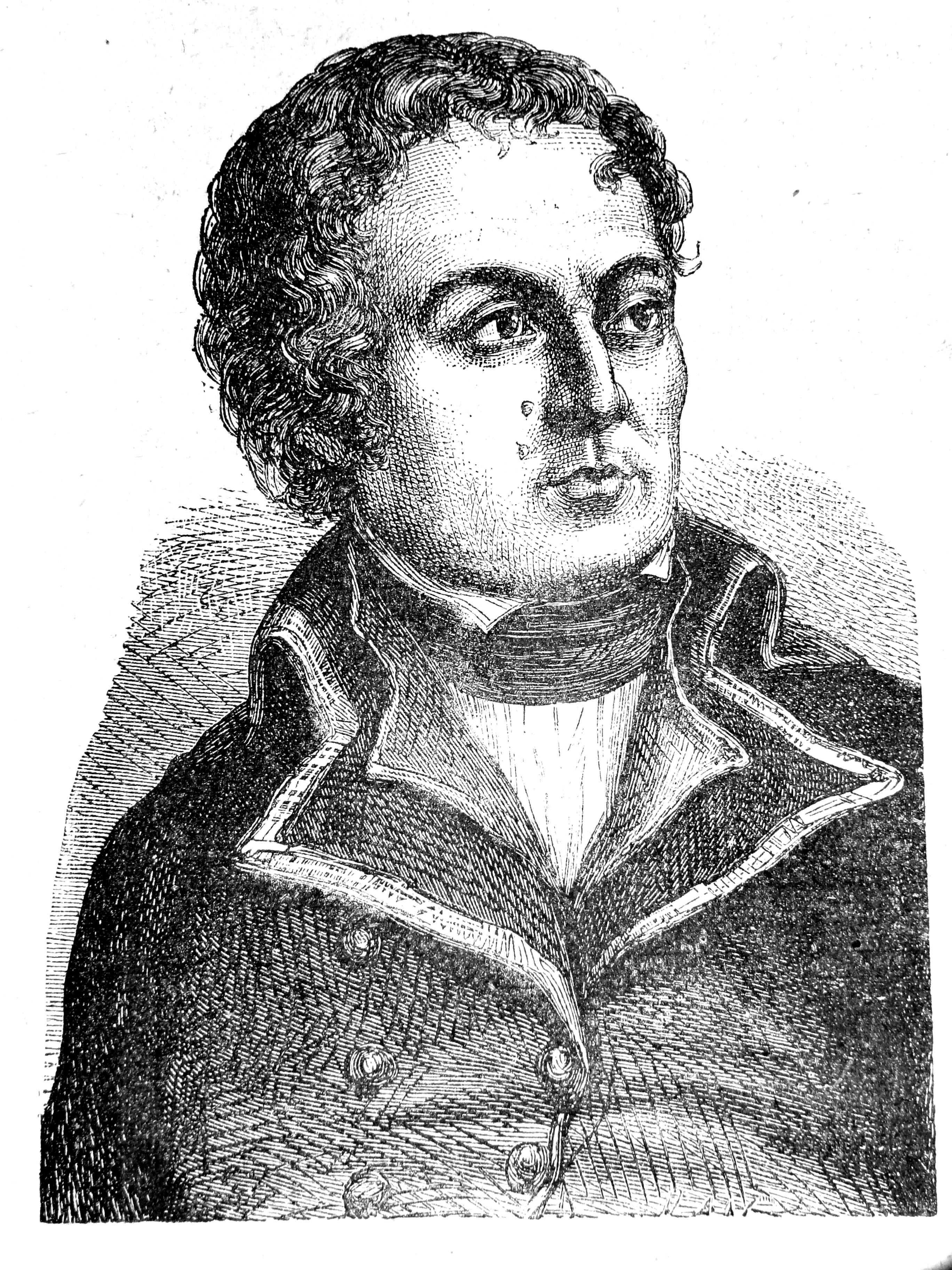
Joseph Souham

Ce même 26 avril, les troupes de Macdonald affrontèrent une force ennemie dirigée par le général hanovrien George von Oeynhausen à Mouscron. Ce détachement hanovrien, d'une composition solide, comprenait quatre bataillons des 1er et 4e régiments d'infanterie, deux compagnies de chasseurs, deux escadrons de dragons lourds et un artillerie composée de cinq pièces lourdes. Oeynhausen se retira stratégiquement vers l'est jusqu'à Dottignies où ses troupes tinrent bon face à l'assaut adverse. Parallèlement, le 27 avril, Moreau, à la tête de 14 000 soldats, investit la ville de Menin. La garnison coalisée, forte de deux mille quatre cent vingt-trois hommes, était commandée par le général hanovrien Rudolf von Hammerstein. Ce dernier disposait d'un contingent hanovrien comprenant un bataillon de grenadiers, deux bataillons d'infanterie légère, de la cavalerie et de l'artillerie. La garnison comptait également des soldats de Hesse-Cassel, des émigrés royalistes et des artilleurs autrichiens. L'ensemble de la force de Hammerstein était équipé de vingt-deux canons et de six obusiers. Afin de sécuriser les positions conquises, les brigades de Jardon et de Bertin furent maintenues à Mouscron.

## Premier jour de bataille: 28 avril
Dès lors que la Coalition eut mis la main sur les desseins de Pichegru, Clerfayt reçut pour ordre de faire converger ses forces vers l'ouest. De son côté, Cobourg envoya en renfort douze bataillons, placés sous l'autorité de Sir William Erskine, en direction de Tournai, avec pour mission de consolider la position de Clerfayt, confronté à ce qui apparaissait comme l'effort majeur des Alliés. Le 26, Erskine était déjà parvenu à Saint-Amand.
Phipps a judicieusement souligné l’étonnante propension de Pichegru à se soustraire aux combats lorsque son armée était aux prises avec l’ennemi. Tandis que Clerfayt s’avançait, le général Oeynhausen reprit d’assaut Mouscron dès le 28 avril. Selon l’historien Ramsay Weston Phipps, la brigade de Nicolas Bertin fut contrainte de battre en retraite vers le sud-ouest de Tourcoing, tandis que celle d’Henri Antoine Jardon se replia au nord d’Aelbeke. Digby Smith, autre historien de référence, confirme la reprise de Mouscron par Oeynhausen le 28, après avoir subi des pertes s’élevant à 111 hommes. Ce même jour, dans la soirée, Oeynhausen vit ses forces renforcées par l’arrivée de 3 600 hommes, composés de quatre bataillons issus des 6e et 9e régiments d’infanterie respectivement de Hammerstein et de Saxe-Gotha, ainsi que de deux escadrons de chacun des régiments de cavalerie de Leibgarde et de 4e Bussche, toutes unités d’origine hanovrienne. Parallèlement, Clerfayt arriva à la tête d’une force autrichienne comptant sept bataillons, dix escadrons et douze canons de douze livres, auxquels s’ajoutaient les pièces d’artillerie de campagne. On comptait notamment deux bataillons de chacun des régiments d’infanterie Sztáray Nr. 33 et Brentano Nr. 35, ainsi que deux escadrons du régiment de hussards de Blankenstein Nr. 16. Les autres unités ne sont pas identifiées avec précision. Au total, Clerfayt commandait environ 10 000 hommes, auxquels s’ajoutaient quelque 2 000 autres soldats chargés de défendre Dottignies et Coeyghem. Les généraux autrichiens placés sous les ordres de Clerfayt étaient Johann Rudolf von Sporck et Adam Boros de Rákos.
Dans ces circonstances précises, Souham démontra une vive initiative en donnant l'ordre à Étienne Macdonald de faire progresser sa brigade vers l'est en direction d'Aalbeke (probablement à partir des environs d'Halluin où il avait vraisemblablement contribué au siège de Menin par le sud, en coordination avec la division Moreau opérant au nord). Prenant la tête de cette brigade, ainsi que de celles de Jardon et de Bertin, soit un effectif total de seize mille hommes, Souham centralisa le commandement de ces troupes. Parallèlement, il ordonna à la brigade de Daendels, stationnée à Courtrai, de se joindre à l'offensive. En déduisant les pertes subies et les contingents affectés au siège de Menin ou à la garnison de Courtrai, on estime qu'au moins vingt-huit mille soldats français, sur les trente et un mille placés sous les ordres de Souham, prirent part à la bataille du 29 avril.

## Deuxième jour de bataille: 29 avril

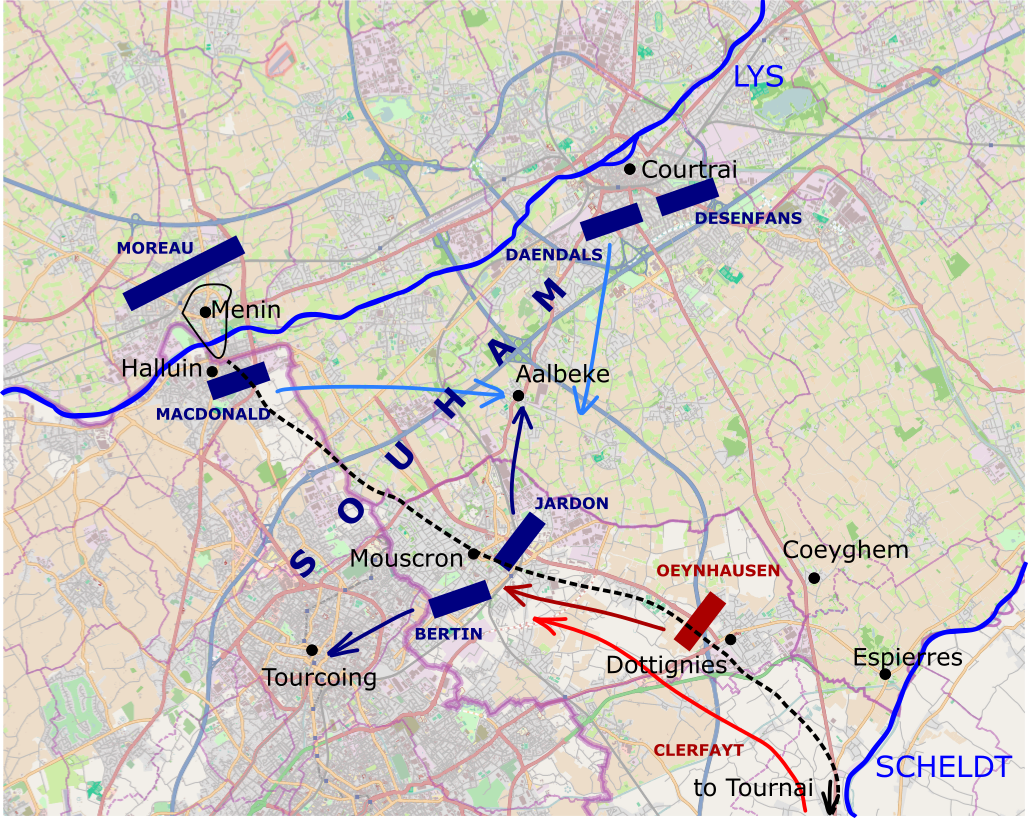
La bataille de Mouscron, le 28 avril. Les forces d'Oeynhausen reprennent Mouscron à Bertin et Jardon, incitant Souham à concentrer sa division pour contre-attaquer au moment où Clerfayt arrive avec sa force principale dans la nuit.

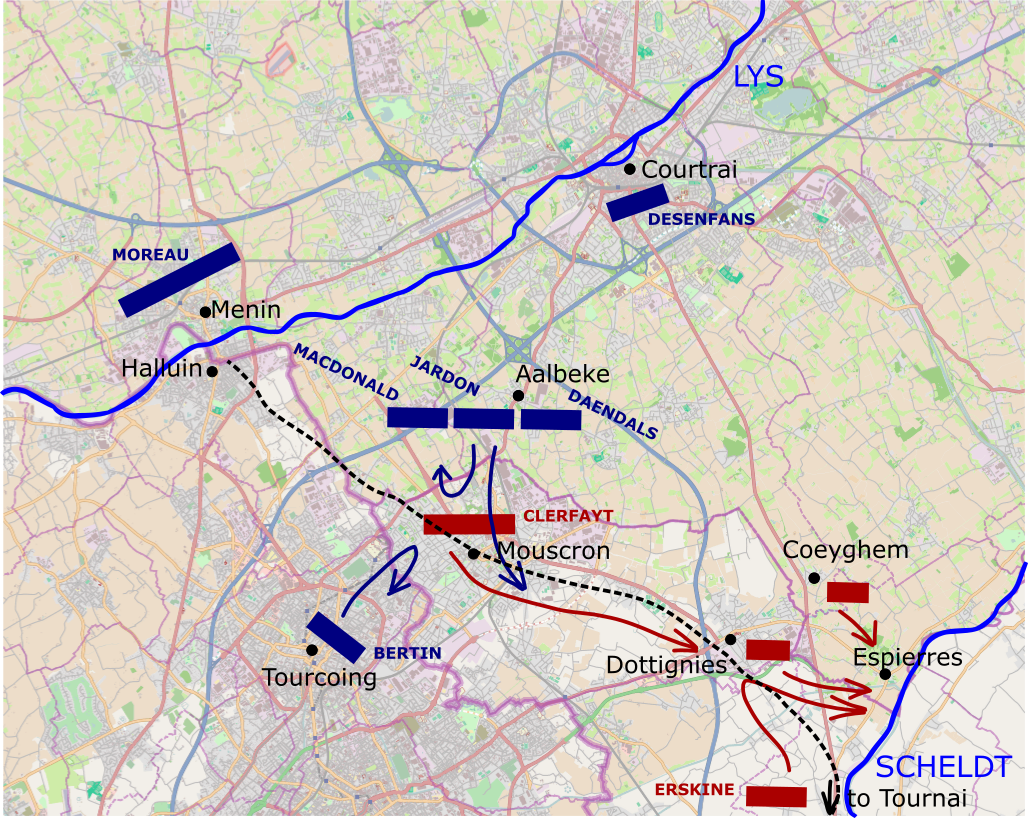
La bataille de Mouscron, le 29 avril. Le corps de Clerfayt est attaqué de front et de flanc par la division de la taille d'un corps d'armée de Souham. Après des attaques répétées, Clerfayt finit par céder et se replie sur Espierre, rencontrant des renforts en chemin.

Le 29, Pichegru, indisposé, était à nouveau absent. Souham, quant à lui, décida d’une double manœuvre contre les forces de Clerfayt, concentrées autour de Mouscron, et dont l’effectif était évalué à 10 000 hommes. Tandis qu’une force d’attaque principale, composée de trois brigades, engageait l’ennemi de front, la brigade de Bertin fut chargée d’une manœuvre enveloppante, visant à prendre Clerfayt en tenaille. Clerfayt, de son côté, avait prévu une offensive pour le lendemain, destinée à soulager la place de Menin. Il ne s’attendait donc nullement à une contre-attaque et ses troupes n’étaient pas disposées à la défense. Néanmoins, malgré ce désavantage numérique considérable, les troupes coalisées parvinrent à repousser les assauts de Bertin, puis à deux reprises ceux de Daendels et de Macdonald. Souham, constatant l’enlisement des combats, ordonna une nouvelle poussée générale en milieu d’après-midi. Conduisant lui-même l’assaut avec Macdonald, il parvint à faire basculer la balance grâce à la supériorité de l’artillerie française. Toutefois, une brève panique se répandit dans les rangs républicains. Clerfayt, voyant ses lignes vaciller, ordonna une retraite qui dégénéra rapidement en déroute. Ce n’est qu’à Dottignies que les six premiers bataillons des douze commandés par Erskine parvinrent à ralentir la poursuite ennemie et à stabiliser la situation. Le corps de Clerfayt poursuivit ensuite sa retraite en direction d’Espierres, sur les bords de l’Escaut.

## Conséquences
Les royalistes français en garnison à Menin étaient conscients du sort funeste qui les attendait s'ils venaient à être appréhendés. C'est pourquoi, sous le couvert de la nuit du 30 avril, ils entreprirent une évasion en masse. Guidés par le bataillon des Émigrés Loyaux, les hommes de Hammerstein s'ouvrirent un passage vers le nord. Cette fuite audacieuse serait en partie attribuable à la légèreté avec laquelle le commandant de brigade de Moreau, Dominique Vandamme, aurait assuré la surveillance de la place. La garnison parvint à s'échapper en emportant l'essentiel de son artillerie. Les Hanovriens subirent de lourdes pertes, comptant 38 morts, 123 blessés et 387 prisonniers. Les Royalistes, quant à eux, perdirent 92 hommes et en blessèrent 87. Les Hessiens et les Autrichiens ne déplorèrent aucune victime. Le bilan total de cette escarmouche s'élève à 727 hommes hors de combat et à la perte de dix pièces d'artillerie. Les Français, de leur côté, eurent à déplorer 500 hommes mis hors de combat et la perte de deux canons. La garnison royaliste, bien qu'ayant capturé sept pièces d'artillerie ennemies, dut en abandonner cinq faute de moyens suffisants pour les évacuer.
Concernant les pertes subies lors de la bataille de Mouscron, les sources divergent. Une première estimation avance que les Autrichiens auraient laissé sur le champ de bataille trois mille captifs, trente-trois pièces d'artillerie et quatre étendards. Une autre source, plus précise, évoque pour les Autrichiens neuf cent trois blessés et onze canons de campagne, et pour les Hanovriens cinquante-huit tués, deux cent soixante-douze blessés et cinq cent vingt-sept disparus, auxquels s'ajoutent cinq couleurs, treize pièces d'artillerie et seize wagons de munitions. Au total, selon cette seconde source, les pertes ennemies se chiffreraient à mille sept cent soixante hommes et vingt-quatre canons. Le régiment de Sztáray fut particulièrement éprouvé, perdant onze officiers et quatre cents hommes de troupe. Quant aux Français, ils auraient subi environ mille cinq cents pertes et perdu six canons.
Après s'être emparée de Landrecies, la Coalition déploya des forces considérables dans la région, sans toutefois parvenir à les concentrer efficacement. Clerfayt fut ainsi dépêché au nord de Courtrai, le duc d'York à Marquain, non loin de Tournai, et d'autres contingents à l'est de Courtrai. La cavalerie hanovrienne remporta une victoire à Roulers le 4 mai, infligeant cent deux pertes à l'ennemi au prix de trois morts et vingt-sept blessés, et s'emparant de trois pièces d'artillerie. Le lendemain, une escarmouche indécise se déroula à Harelbeke, au cours de laquelle les troupes de Hesse-Darmstadt perdirent trois hommes et en eurent dix-huit de blessés. Les actions les plus notables de cette campagne furent sans conteste les batailles de Willems et de Courtrai, qui se déroulèrent du 10 au 12 mai 1794.

## Commentaire
Phipps a estimé louables les actions de Souham, qui s'est acquitté de sa tâche avec dignité en l'absence de son supérieur hiérarchique le 29 avril. Il a en outre souligné que Clerfayt aurait dû temporiser et solliciter des renforts avant de livrer bataille. Rickard, quant à lui, a attribué à Oeynhausen le mérite d'avoir sauvé la position de la Coalition le 26 et de s'être emparé de Mouscron. Les Français ont reconnu que la conduite d'Hammerstein lors de son évasion était des plus honorables. Bertin fut promptement écarté de la tête de sa brigade et remplacé par Philippe Joseph Malbrancq.

## Sources
1. ↑  Dodge 2011, p. 120.
2. 1 2 3 4  Smith 1998, p. 76.
3. ↑  Phipps 2011, p. 292.
4. ↑  Phipps 2011, p. 293.
5. ↑  Smith 1998, p. 75.
6. ↑  Sir John William Fortescue, British Campaigns in Flanders, 1690–1794, London, Macmillan, 1918
7. ↑  Brown 2021, p. 152.
8. ↑  Rickard 2009a.
9. ↑  Smith 1998, p. 78.
10. ↑  Phipps 2011, p. 294.